# 야르칸드역
야르칸드역(중국어: 莎车站, 병음: Shache Zhan 사처 잔[*])은 중화인민공화국 신장 위구르 자치구 카슈가르 지구 야르칸드 현의 중심 철도역으로 카허 철로 상에 있다. 2010년에 건립되었으며, 우루무치 철로국 카슈가르 차무단 관할이다.

## 역 주변
- 야르칸드 현 인민병원 청난분원
- 야르칸드 현 위생국
- 야르칸드 현 공안국
- 야르칸드 현 인민법원
- 야르칸드 현 산림파출소